# Гауровиц, Иван Самойлович
Иван Самойлович Гауровиц (1803—1882) — российский лейб-медик и доктор медицины, действительный тайный советник. Главный медицинский инспектор Военно-морского флота.

## Биография
В службе и классном чине с 1825 года после окончания Императорской медико-хирургической академии, находился на гражданской службе.
С 1832 года определён на службу по военному ведомству с назначением военным врачом Александровского кадетского корпуса, с 1834 года Ораниенбаумского военного госпиталя.
С 1838 года переведён из военно-сухопутного ведомства в морское и произведён в придворное звание гоф-хирурга с назначен состоять при великом князе Константине Николаевиче. В 1843 году пожалован в звание лейб-хирурга. В 1847 году произведён в действительные статские советники.
В 1854 году назначен почётным членом Медицинского совета и Военно-медицинского учёного комитета, в этом же году назначен — генерал-штаб-доктором Балтийского флота. С 1855 года начальник санитарной службы и с 1859 года главный инспектор медицинской части  Военно-морского флота. В 1858 году  произведён в тайные советники, в 1873 году в действительные тайные советники.
Умер 5 июня 1882 года в Вене.

## Награды
Был награждён всеми российскими орденами вплоть до ордена Святого Александра Невского. Был пожалован так же в 1859 году Монаршим благоволением и в 1875 году Высочайшим рескриптом в котором было сказано:
Занимая должность генерал-штаб-доктора Балтийского флота, — говорится в рескрипте, — вы дали новое доказательство вашей административной опытности проведением глубоко обдуманных санитарных мер, требовавшихся в 1855 и 1856 гг. для восстановления здоровья морских команд, потрясенного неизбежными последствиями минувшей войны. Засим по званию главного инспектора морской медицинской части вы содействовали к успешному преобразованию морских врачебных учреждений и всего вообще санитарного управления на флоте и положили прочное основание к благоустройству морского врачебного сословия. С 1841 по 1876 годы награждён был семнадцатью иностранными орденами.
Мыс Гауровица — на полуострове Тохареу, обследован в1849 г. экспедицией транспорта «Байкал» под командованием Г. И. Невельского. Тогда же назван в честь И. С. Гауровица.